# Гильдуин (аббат Сен-Бертина)
Гильдуин (Хильдуин; лат. Hilduinus, фр. Hilduin; умер не ранее 873 и не позднее 877, Кьерзи-сюр-Уаз) — епископ Камбре (862—866), аббат монастыря Святого Бертина с 866 года.

## Биография
Родиной Гильдуина были земли, впоследствии получившие название Лотарингия. Он происходил из знатной семьи: его родителями были Вульфард из Флавиньи и Сюзанна. Его близким родственником был архиепископ Кёльна Гюнтер: согласно «Бертинским анналам», Гильдуин был его братом, согласно «Ксантенским анналам» — племянником, согласно другим источникам — двоюродным братом. Другими родственниками Гильдуина были одноимённый аббат монастыря Святого Дионисия в Париже и правитель Средне-Франкского королевства Лотарь II.
О ранних годах жизни Гильдуина известно очень немного. Основываясь на сходстве имён, некоторые историки (например, Ф. Лот) высказывали мнение, что этот Гильдуин тождественен своему жившему в Западно-Франкском королевстве тёзке. Тот с 856 года был главой придворной капеллы Карла II Лысого и в 858—867 годах аббатом монастыря Святого Германа в Париже. Однако отождествление этих персон вряд ли верно, так как нет никаких свидетельств о связях архикапеллана с королём Лотарем II, оказывавшим покровительство родственнику кёльнского архиепископа Гюнтера.
В 862 году при поддержке Лотаря II Гильдуин был избран главой Камбрейской епархии, став здесь преемником умершего 5 августа того же года Теодориха. Однако этот выбор сначала не был поддержан клиром, а затем и не был утверждён её митрополитом Гинкмаром Реймсским, посчитавшим Гильдуина недостойным такого высокого духовного сана. Спор вокруг назначения нового епископа Камбре был рассмотрен 3 ноября на синоде франкского духовенства в Савоньере. Здесь в пользу Гильдуина выступили примас Франкии Титгауд Трирский, а также архиепископы Гюнтер Кёльнский и Ардуик Безансонский. Они обвинили Гинкмара Реймсского в неблагодарности по отношению к его учителю Гильдуину из монастыря Святого Дионисия, родственнику нового епископа Камбре. Гинкмару же удалось заручиться поддержкой папы римского Николая I. Наместник Святого Престола трижды писал Гильдуину, требуя отказаться от епископского сана. Однако епископ Камбре отказался выполнить приказ папы. Гильдуин больше года пытался утвердиться на епископской кафедре, ведя борьбу с двумя другими претендентами (Гомбертом и Тибольдом). В 866 году вместе со своим родственником Гюнтером Кёльнским он приехал в Рим. Не сумев получить аудиенцию у Николая I, Гильдуин с вооружёнными сторонниками ворвался в собор Святого Петра и возложил на алтарь послание папе с аргументами в свою защиту. В конце концов Гильдуин должен был смириться с невозможностью сохранить епископский сан и покинул Камбрейскую епархию, которая 21 июля 866 года была поручена святому Иоанну I.
В те же годы Гильдуин оказывал активную помощь Гюнтеру Кёльнскому в борьбе за архиепископскую кафедру. В 864 году по просьбе Гюнтера он ездил в Рим, чтобы отстаивать перед папой интересы своего родственника, а в 866 году с согласия Лотаря II сменил Гуго Аббата в должности временного управляющего Кёльнской архиепархией.
Однако после избрания новым епископом Камбре Иоанна I Гильдуин уехал из владений Лотаря II ко двору Карла II Лысого. У этого монарха за 30 солидов он 19 июля 866 года купил должность настоятеля аббатства Святого Бертина, отнятую королём у епископа Теруана Гумфрида. В хронике Регино Прюмского сообщается, что рукоположение Гильдуина в священнический сан в 869 году провёл епископ Льежа Франкон.
В январе 870 года Карл II Лысый попытался сделать Гильдуина архиепископом Кёльна, но потерпел неудачу, так как новым главой архиепархии был избран ставленник правителя Восточно-Франкского королевства Людовика II Немецкого Виллиберт. Хотя Гильдуин даже был посвящён в архиепископский сан епископом Франконом Льежским, это рукоположение не признал больше ни один из восточно-франкских иерархов. В качестве компенсации Гильдуин получил от монарха должность королевского библиотекаря. В этом качестве он упоминается в королевской хартии от 12 февраля 874 года и в синодальных актах церковного собора в Понтьоне в 876 году.
В современных Гильдуину исторических источниках он описывается как персона очень близкая (лат. fideles) к Карлу II Лысому, занимавшая высокие государственные должности (в том числе, главного придворного нотария) и использовавшая своё влияние на монарха для пользы монастыря Святого Бертина. В том числе, в 873 году Гильдуин получил от короля грамоту, подтверждавшую все пожалования, сделанные аббатству предыдущими франкскими монархами. Всего же известно, по крайней мере, четырнадцать документов, данных Карлом Лысым Гильдуину с различными привилегиями для его обители.
В 874 году на северо-восточные области Западно-Франкского государства обрушились сначала сильный голод, а затем эпидемия, от которой умерло множество людей. Сильно пострадала и монашеская община аббатства Святого Бертина.
Гильдуин умер на королевской вилле в Кьерзи. Согласно его желанию, останки аббата перевезли в монастырь Святого Бертина и похоронили рядом с главным алтарём, посвящённым святому Мартину Турскому. Дата его смерти точно неизвестна. В средневековых источниках указано, что некий Гильдуин умер 7 июня 877 года. Однако кто из живших тогда тёзок имеется в виду, не установлено: часть историков считает, что им был аббат монастыря Святого Бертина, часть — аббат монастыря Святого Германа в Париже. Не вызывает сомнений только то, что Гильдуин должен был скончаться не позднее 20 июня 877 года, когда он был назван уже умершим в новой дарственной хартии Карла II Лысого монастырю Святого Бертина. Преемником Гильдуина в сане аббата был избран Фульк.
Сохранилось несколько средневековых изображений Гильдуина. На них он изображён в облачении аббата, с посохом в левой руке и свитком в правой, как знак благодарности братии монастыря Святого Бертина за полученные ими благодаря Гильдуину дары и привилегии.
В ряде источников аббат монастыря Святого Бертина называется Гильдуином Младшим (лат. Hilduinus Junior), чтобы отличать его от одноимённого настоятеля монастыря Святого Дионисия. Часть историков считает, что тот был сначала настоятелем аббатства Святого Дионисия, а затем главой Кёльнской архиепархии. Однако другие исследователи, предполагая, что аббат Святого Дионисия и кёльнский архиепископ — разные персоны, Гильдуином Младшим считают именно архиепископа.